# Ларингоспазм
Ларингоспазм (laryngospasmus; лат. larynx, laryng[os] гортань + spasmos спазм) — внезапно возникающий приступообразный судорожный спазм мускулатуры гортани, вызывающий полное закрытие голосовой щели и протекающий с инспираторной одышкой.

## Причины
Ларингоспазм возникает в результате повышения возбудимости рефлекторного нервно-мышечного аппарата гортани.
- воспаления в органах дыхательной системы (пневмония, бронхит, трахеит, ларингит и т.д.);
- нейродегенеративные заболевания (особенно с поражением спинного мозга);
- инфекции и опухоли центральной нервной системы;
- тяжелые генерализованные инфекции (напр., столбняк);
- раздражение гортани химическими веществами, аллергенами, лекарственными препаратами, очень холодным или горячим воздухом;
- дефицит витаминов и/или микроэлементов;
- сосудистая патология (выраженная гипертензия, аневризма аорты и пр.);
- нервно-психические факторы (психотравма, истерический припадок, нервное перенапряжение, у детей сильный плач, испуг или смех);
- инородные тела или опухоли в верхних дыхательных путях.

## Ларингоспазм у детей
У детей Ларингоспазм обычно развивается во время плача, кашля, смеха, испуга, поперхивания, когда вдруг появляется шумный, свистящий, затрудненный вдох, бледность или цианоз кожных покровов, происходит включение вспомогательной дыхательной мускулатуры, напряжение мышц шеи. Во время приступа голова обычно откинута назад, рот широко открыт, появляется холодный пот, нитевидный пульс, наступает временная остановка дыхания. Затем вследствие накопления в организме углекислоты происходит раздражение дыхательного центра, дыхание восстанавливается. В легких случаях приступ длится несколько секунд, заканчиваясь удлиненным вдохом, после чего ребенок начинает глубоко и ритмично дышать, иногда тут же ненадолго засыпает. В момент Л. при ларингоскопии (см.) можно увидеть, как голосовые складки плотно прижаты друг к другу и даже лежат одна на другой, причем правый голосовой отросток черпаловидного хряща чаще заходит за левый. Приступы могут повторяться несколько раз в сутки, обычно днем. В тяжелых случаях, когда приступ более продолжителен, могут появиться судороги во всем теле, пена изо рта, потеря сознания, непроизвольное мочеиспускание и дефекация, остановка сердечной деятельности. В затяжных случаях может наступить смерть от асфиксии

## Симптомы
в некоторых случаях предшествуют такие признаки-предвестники, как одышка, осиплость или снижение громкости голоса (вплоть до полной афонии), «лающий» кашель при ларингите. Классическая клиника ларингоспазма включает изменение цвета лица, шумное поверхностное дыхание, панику (которая в данном состоянии может стремительно развиться не только у ребенка, но и у взрослого). Голова обычно запрокинута, при выраженной гипоксии наблюдается цианоз. Задыхаясь, больной может потерять сознание; в тяжелых случаях наступает остановка сердечной деятельности. Иногда ларингоспазму сопутствует эпилептиформный судорожный припадок, включая непроизвольное расслабление сфинктеров.
Продолжительность ларингоспазма колеблется от нескольких секунд до нескольких десятков секунд. При истерии приступ проходит спонтанно и не требует посторонней помощи (чаще всего достаточно устранить психогенную ситуацию или просто лишить больного аудитории, т.е. выйти из комнаты).
Если имеет место предрасположенность к ларингоспазмам, они могут возникать неоднократно в течение дня. Отмечается тенденция к сезонности: спазмы гортани чаще наблюдаются в холодное время года.

## Патогенез
Патогенез возникновения ларингоспазма при ГВС Устойчивый патологический тип дыхания → Увеличение легочной вентиляции неадекватно уровню газообмена в организме → Гипокапния, респираторный алкалоз → Уменьшение ионизированной фракции кальция → Повышение нервно‐мышечной возбудимости → Склонность к спазмам (ларингоспазмам.
Для ГВС характерно многочисленность клинически.